# Jane Froman
Jane Froman (ur. 10 listopada 1907, zm. 22 kwietnia 1980) – amerykańska aktorka filmowa i piosenkarka.

## Wyróżnienia
Została uhononorowana aż trzema gwiazdami na słynnej Alei Gwiazd w Hollywood..